# Palais Kolowrat

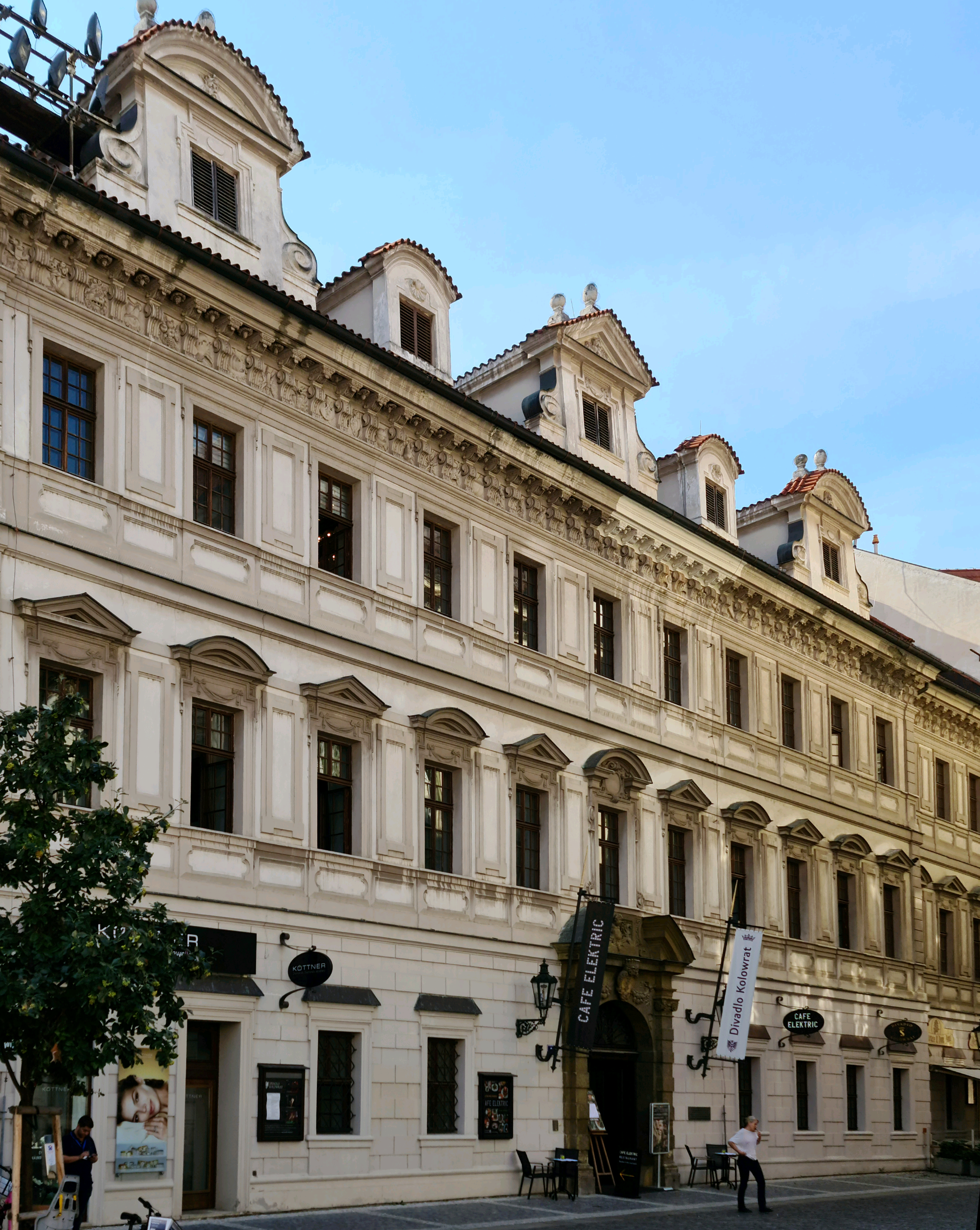
Das Kolowrat-Novohradsky-Palais am Obstmarkt

Das Palais Kolowrat (tschechisch Kolowratský palác) am Ovocný trh (Obstmarkt) in der Prager Altstadt ist ein hochbarockes Stadtpalais von 1673/1725.

## Geschichte
Errichtet wurde der Adelspalast ab 1673 vermutlich durch den in Prag ansässigen italienischen Baumeister Giovanni Domenico Orsi de Orsini für Johann Wenzel Graf von Kolowrat-Novohradsky, indem er zwei Vorgängerbauten ersetzte, welche 1670 und 1697 in den Besitz der Adelsfamilie Kolowrat gelangten.
Von dem einst vierflügeligen Gebäude gegenüber dem Ständetheater ist nur der platzseitige Flügel von circa 40 × 16 Metern Umfang erhalten geblieben. Der Palast wurde 1991 renoviert, wobei die Fassade rekonstruiert wurde. Anschließend wurde er an die Familie Kolowrat zurückgegeben. Der Besitzer Jindřich Graf Kolowrat-Krakowský (1897–1996), verpachtete den Palast 1993 für zwanzig Jahre an das Prager Nationaltheater für eine symbolische Miete von einer tschechischen Krone pro Jahr. Diese Unterstützung des Nationaltheaters wird nun von seinen Nachkommen fortgesetzt.
Erhalten sind im Inneren Barockgewölbe im Erdgeschoss und bemalte Holzbalkendecken im 1. und 2. Stock aus der Zeit vor 1700. Im einstigen Innenhof befindet sich eine gewaltige begehbare Eisen- und Glaskonstruktion mit einer oberen Plattform. Die hofseitige Fassade des Palais erhielt ihr originales Gesicht zurück.

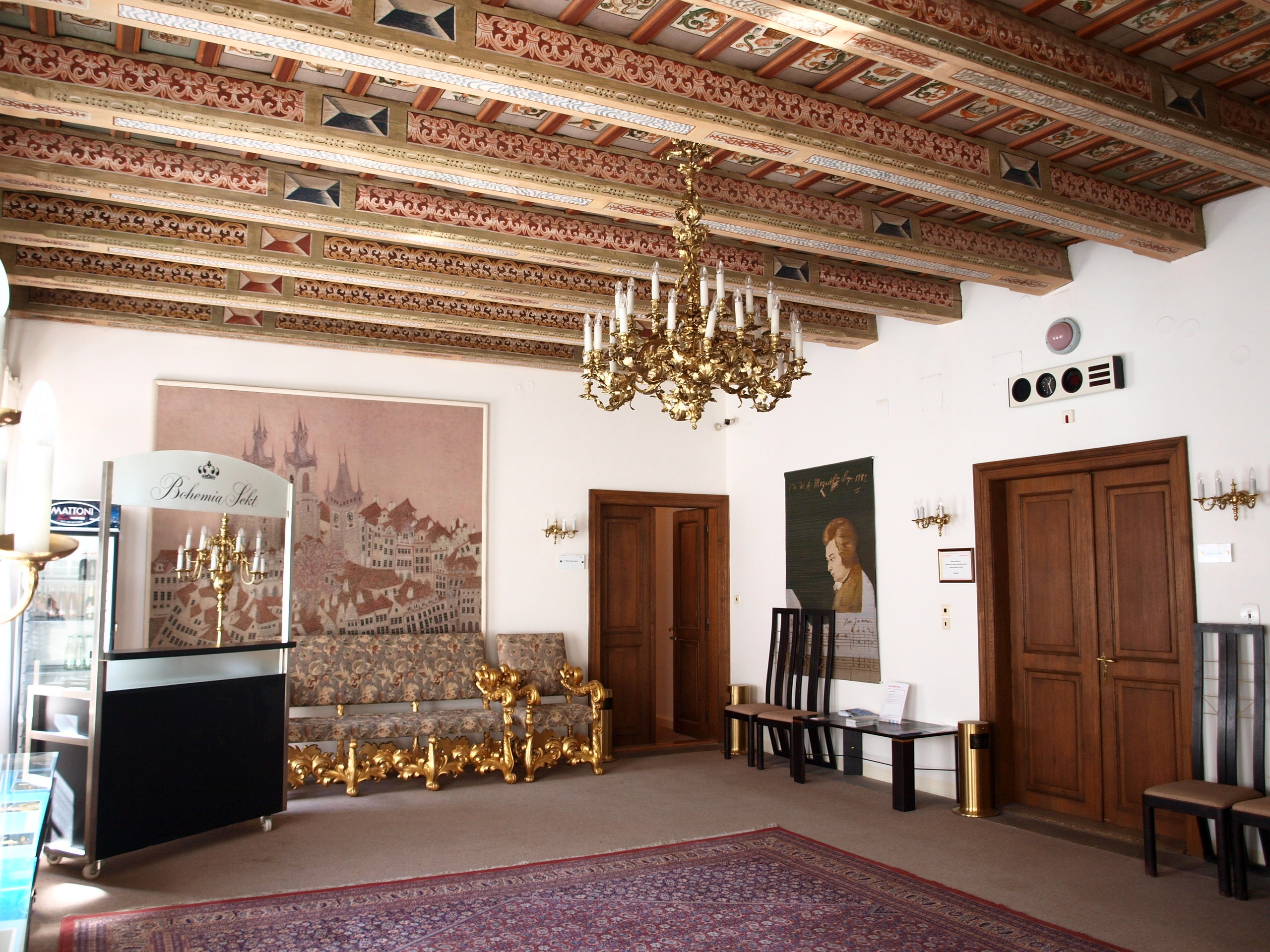
Obergeschosshalle
Fassadendetail mit dem Portal
Innenhoffassade